# PSV Wesel-Lackhausen
Der Postsport- und Spielverein Wesel-Lackhausen 1928 e. V. (kurz: PSV oder PSV Wesel) ist ein aus der Kreisstadt Wesel stammender Sportverein. Neben der Fußballabteilung besitzt der Verein Abteilungen für Futsal, Gymnastik, Squash und Volleyball. Die Vereinsfarben sind Grün-Weiß. Der PSV Lackhausen ist derzeit der höchstspielende Fußballverein der Stadt.

## Historie

### 1928 bis 1948 – Frühe Vereinsjahre
Der Verein wurde zunächst als Spielverein Lackhausen am 15. August 1928 von Hermann Buchmann (Vorsitzender), Willi Holtkamp (Geschäftsführer) und Friedrich Fest (Schriftführer) gegründet und trat bereits zur Vereinsgründung dem Westdeutschen Spiel-Verband bei. Um den Spielbetrieb aufnehmen zu können, wurde anfänglich durch die Gemeinde Obrighoven-Lackhausen ein Platz zur Verfügung gestellt. Dieser sollte sich aber schnell als zu klein und als ungeeignet erweisen, einen geordneten Spielbetrieb aufnehmen, so dass der Verein nach einer weiteren Suche eine freie Wiese im näheren Umfeld fand und diese in eigener Regie zu einem Fußballplatz ausbaute.

### 1948 bis 2003 – Nachkriegszeit und Neuaufbau
In der Zeit nach dem Zweiten Weltkrieg war an einen geordneten Spielablauf nicht zu denken. Auf Grund der strategisch wichtigen Lage an Rhein und Lippe ist die Stadt im Zweiten Weltkrieg durch die Luftangriffe auf Wesel zu 97 Prozent zerstört worden. Am 14. August 1948 beschlossen rund 50 Mitglieder des Spielvereins Lackhausen sowie des Postsportvereins Wesel eine Fusion zum heutigen Postsport- und Spielverein Wesel-Lackhausen 1928. Zudem musste sich der PSV in der Nachkriegszeit der Entnazifizierung durch die britische Besatzungsmacht unterziehen sowie eine Erlaubnis zur Führung eines Sportvereins einholen.
Zum 1. Vorsitzender wurde der damalige Leiter des Postamtes, Karl Kolkmann, gewählt. Dies führte dazu, dass die damaligen Bediensteten des Postamtes sich „freiwillig“ dem PSV für einen sehr geringen Mitgliedsbeitrag anschließen mussten. Ab den 1950er Jahren konnte der PSV dann einen geordneteren Spielbetrieb gewährleisten, was 1953 zum erstmaligen Aufstieg in die Bezirksliga führte. Ein Jahr später stieg der PSV jedoch wieder in die 1. Kreisklasse ab. Nach einem weiteren Jahr 1954, wiederum in die 2. Kreisklasse.
Unter Trainer Ludger Vehoff gelang 1976 der zweite Aufstieg in die Bezirksliga. Der damalige Aufstieg brachte neben neuen sportlichen Zielen ebenso finanzielle Schwierigkeiten mit sich. Aus diesem Grund wurde an der Sportanlage erstmals Bandenwerbung installiert. Nach wieder nur einem Jahr in der Bezirksliga musste der PSV den Weg in die unterklassige 1. Kreisklasse antreten. Im Jubiläumsjahr 1978 zählte der PSV rund 600 Mitglieder, drei Seniorenmannschaften, eine Altherren-Mannschaft, eine Damen-Mannschaft und 13 Jugendmannschaften. 1979 gelang es dem PSV mit Hilfe der NRZ den FC Schalke 04 zu einem Freundschaftsspiel nach Wesel zu holen. Vor rund 4500 Zuschauer verloren die Weseler Stadtauswahl, unter anderem mit Werner Spaltmann und Helmut van Wesel mit 1:5 Toren.
Ende Juli 1980 konnte der Verein den neuen Spielort in der Nähe der Gaststätte Hüser beziehen. Als Gegner für das Eröffnungsspiel trat der VfL Bochum an. Dieser gewann das Spiel mit 2:16 Toren. Im selben Jahr fand das erste Rhein-Lippe-Turnier statt. Das bis 1989 jährlich ausgetragene Turnier bestritten u. a. die Bundesligisten VfL Bochum, FC Schalke 04, MSV Duisburg oder Rot-Weiss Essen. Ein Jahr später stieg die Mitgliederzahl erstmals über 800, was unter anderem auf die Neugründung der Squash- oder Volleyball-Abteilung zurückzuführen ist. 1981 wurde erstmals die eigene Stadionzeitung Post-Echo veröffentlicht. Zwei Jahre später gewann der PSV die Meisterschaft der 1. Kreisklasse und stieg somit erneut in die Bezirksliga auf. 1984 ging ein weiteres Heimspiel der Weseler Stadtauswahl, diesmal gegen den MSV Duisburg, mit 0:7 verloren.
Im Jahr 1990 schaffte die 1. Mannschaft unter Trainer Klaus Nellesen den erneuten Aufstieg in die Bezirksliga. Trotz der guten Saison wurde er nur ein Jahr später durch Werner Lehwald ersetzt. Nach einem weiteren Abstieg und Antritten in der Kreisliga gelang 1995 unter Jörg Gonchoir der Wiederaufstieg in die Bezirksliga. Ab 1999 musste sich der Verein, auf Grund von städtebaulichen Vorhaben seitens der Stadt Wesel, mit einer neuen Sportanlage beschäftigen. Die Stadt sah vor, das Gelände des PSV künftig an den ansässigen Edeka-Einzelhändler zu verkaufen und dort den Neubau eines Einkaufszentrums zu ermöglichen. Als alternative Spielstätte galt bereits von Beginn an ein Neubau am Molkereiweg in etwa 500 Meter Luftlinie Entfernung zum bisherigen Spielort. Zum Ende der Saison 2001/02 sollte Jörg Gonchoir das Traineramt niederlegen und Werner Lehwald heuerte bereits zum dritten Mal beim Verein an.

### 2003 bis 2009 – Spielzeiten in der Bezirksliga
In den Spielzeiten 2006/07 und 2007/08 gelang dem PSV der Aufstieg in die Landesliga nicht. Am 10. Februar 2008 entschied der PSV das Eröffnungsspiel zur neuen Vereinsanlage am Molkereiweg gegen den TV Jahn Hiesfeld vor rund 1.500 Zuschauern mit 2:1 für sich. Das Spiel stellte gleichzeitig ein Nachholspiel zur Hinrunde dar. Punktgleich mit dem TV Jahn Hiesfeld gewann der PSV somit nachträglich die Herbstmeisterschaft. Am letzten Spieltag der Saison 2007/08 entschied sich der Aufstieg zwischen dem damaligen Erstplatzierten TV Jahn Hiesfeld und dem zweitplatzierten PSV. Vor rund 1.700 Zuschauern in Dinslaken verlor die Mannschaft von Werner Lehwald mit 4:1.
In der Saison 2008/09 gelang der Aufstieg in die Landesliga. Drei Spieltage vor Saisonende baute der PSV mit einem 6:0-Sieg beim VfB Rheingold Emmerich den Vorsprung auf Verfolger Borussia Bocholt auf neun Punkte aus. Einen Spieltag später entschied der PSV das Aufstiegsduell für sich. Mit einem 6:1 beim SV Bislich und einer zeitgleichen Niederlage der Bocholter Borussia (3:4 bei der Sportvereinigung Friedrichsfeld) sicherte sich der PSV den Titel. Über die komplette Saison hinweg verlor der PSV nur ein Spiel.
| Saison  | Liga                              | Platz | Spiele | S  | U  | N  | Tore   | Diff. | Pkt. | Auf- / Abstieg     |
| ------- | --------------------------------- | ----- | ------ | -- | -- | -- | ------ | ----- | ---- | ------------------ |
| 2003/04 | Bezirksliga Niederrhein, Gruppe 9 | 3.    | 28     | 16 | 06 | 06 | 073:50 | +23   | 54   |                    |
| 2004/05 | Bezirksliga Niederrhein, Gruppe 9 | 8.    | 30     | 12 | 06 | 12 | 069:66 | 0+3   | 42   |                    |
| 2005/06 | Bezirksliga Niederrhein, Gruppe 9 | 7.    | 30     | 13 | 05 | 12 | 069:52 | +17   | 44   |                    |
| 2006/07 | Bezirksliga Niederrhein, Gruppe 9 | 2.    | 30     | 21 | 04 | 05 | 101:37 | +64   | 67   |                    |
| 2007/08 | Bezirksliga Niederrhein, Gruppe 9 | 2.    | 30     | 22 | 02 | 06 | 107:33 | +74   | 68   |                    |
| 2008/09 | Bezirksliga Niederrhein, Gruppe 7 | 1.    | 30     | 24 | 05 | 01 | 106:25 | +81   | 77   | Aufstieg / Meister |

### 2009 bis 2013 – Erstmaliger Aufstieg in die Landesliga
Zu Beginn der Saison 2009/10 trat der PSV erstmals in der Vereinsgeschichte in der Landesliga an. Der Verbleib in der Landesliga wurde zunächst für die folgenden Jahre als Ziel ausgegeben. Nach einer ordentlichen ersten Spielzeit sicherte sich der PSV mit neun Siegen und neun Unentschieden sowie 12 Niederlagen den 12. Tabellenplatz und konnte am letzten Spieltag den Klassenerhalt feiern. Ein Jahr später verbesserte man sich um einen Tabellenplatz und konnte bereits am 26. Spieltag für eine weitere Saison in der Landesliga planen. In einer nochmals besseren Saison 2011/12 belegte man am letzten Spieltag den 4. Tabellenplatz.
2012/13 gelang es nach einem langen und schweren Zweikampf mit dem 1. FC Kleve, welcher zwei Jahre zuvor die erste Mannschaft aus der NRW-Liga abziehen musste, den Meistertitel und somit den Aufstieg in die Oberliga Niederrhein zu sichern. Am letzten Spieltag siegte der PSV im eigenen Stadion mit 1:0 gegen Borussia Bocholt. Damit wurden die letzten neun Ligaspiele in der Landesliga allesamt gewonnen. Zudem wurden zwölf der 15 Rückrundenspiele gewonnen bei drei Unentschieden und keiner Niederlage.
| Saison  | Liga                             | Platz | Spiele | S  | U  | N  | Tore  | Diff. | Pkt. | Auf- / Abstieg     |
| ------- | -------------------------------- | ----- | ------ | -- | -- | -- | ----- | ----- | ---- | ------------------ |
| 2009/10 | Landesliga Niederrhein, Gruppe 3 | 12.   | 30     | 09 | 09 | 12 | 43:58 | −15   | 36   |                    |
| 2010/11 | Landesliga Niederrhein, Gruppe 3 | 11.   | 30     | 12 | 05 | 13 | 61:54 | 0+7   | 41   |                    |
| 2011/12 | Landesliga Niederrhein, Gruppe 3 | 04.   | 28     | 14 | 05 | 09 | 74:43 | +31   | 47   |                    |
| 2012/13 | Landesliga Niederrhein, Gruppe 3 | 01.   | 30     | 23 | 03 | 04 | 69:25 | +44   | 72   | Aufstieg / Meister |

### Seit 2013 – Gegenwart
In der Saison 2013/14 spielte der PSV Lackhausen in der Oberliga Niederrhein und trat somit in der höchsten Spielklasse des Fußballverbands Niederrhein an. In der Vorbereitung zur neuen Saison bestritt der PSV einige Testspiele. Unter anderem ging das Heimspiel im RWE-Auestadion Wesel gegen Fortuna Düsseldorf am 29. Juni 2013 mit 1:12 verloren. Bereits im Juni ein Jahr zuvor testete die Fortuna aus Düsseldorf beim PSV. Die Partie verlor der PSV ebenfalls (1:7).
Nach je einem Heim- sowie Auswärtssieg konnte der PSV lediglich in drei weiteren Spielen punkten. Tiefpunkt war eine 0:11-Niederlage bei den Sportfreunden Baumberg. Somit schloss der PSV die Hinrunde der Oberligasaison 2013/14 mit nur einem Heimsieg bei zehn Niederlagen auf der eigenen Spielanlage die Hinrunde auf dem 20. und somit letzten Tabellenplatz ab.
| Saison  | Liga                   | Platz | Spiele | S  | U | N  | Tore   | Diff. | Pkt. | Auf- / Abstieg |
| ------- | ---------------------- | ----- | ------ | -- | - | -- | ------ | ----- | ---- | -------------- |
| 2013/14 | Oberliga Niederrhein   | 20    | 38     | 03 | 5 | 30 | 32:130 | −98   | 14   | Abstieg        |
| 2014/15 | Landesliga Niederrhein | 07    | 26     | 12 | 3 | 11 | 40:048 | 0−8   | 39   |                |
| 2015/16 | Landesliga Niederrhein | 06    | 34     | 16 | 2 | 16 | 64:080 | −16   | 50   |                |
| 2016/17 | Landesliga Niederrhein | 13    | 34     | 12 | 2 | 20 | 45:078 | −33   | 38   |                |
| 2017/18 | Landesliga Niederrhein | 08    | 34     | 14 | 7 | 13 | 58:057 | 0+1   | 49   |                |
| 2018/19 | Landesliga Niederrhein | 05    | 34     | 17 | 5 | 12 | 63:062 | 0+1   | 56   |                |

## Stadion
Die Heimspiele trägt der PSV Wesel im Sparkassen Stadion aus. Auf dem Gelände am Molkereiweg finden sich mehrere Fußballfelder, ein Vereinsgebäude sowie weitere Einrichtungen um einen reibungslosen Ablauf des Spielbetriebes zu gewährleisten. Neben Stehplätzen rund um das Hauptfeld existiert seit März 2012 eine Tribüne mit einer Kapazität von 135 Sitz- und 60 Stehplätzen. Zur Saison 2013/14 stand eine Erweiterung des Hauptfeldes um eine Flutlichtanlage an. Diese stellte eine Auflage des Fußballverband Niederrhein zur Aufnahme des Spielbetriebes in der Oberliga Niederrhein dar. Da aus finanziellen Gründen der Ausbau um eine Flutlichtanlage jedoch nicht gesichert schien, bestand die Möglichkeit, die Abendspiele im Auestadion des benachbarten Weseler SV auszutragen.

## Erfolge

### Meisterschaftserfolge
- Landesliga (1): 2012.
- Bezirksliga (1): 2008.
- Kreisliga A (2): 1989, 1994.
- 1. Kreisklasse (3): 1952, 1975, 1983.

### Pokalerfolge
- Feldstadtmeisterschaft (4): 1997, 1999, 2015, 2017.
- Hallenstadtmeisterschaft (10): 1976, 1977, 1982, 1993, 1995, 1998, 2013, 2014, 2016, 2018.

## Persönlichkeiten

### Trainer (seit 1948)
- Georg Roters (1948–1954)
- Franz Dieker (1954–1957)
- Friedhelm Bauer (1957–1958)
- Johann Pollmann (1958–1965)
- Heinrich Knipping (1965–1969)
- Paul Schneider (1969–1972)
- Hans Maibach (1972–1976)
- Ludger Vehoff (1976–1977)
- Karl-Heinz Peschen (1977)
- Herbert Delbach (1977–1978)
- Helmut David (1978–1979)
- Ludger Vehoff (1979–1981)
- Peter Schreiner (1981–1982)
- Helmut van Wesel (1982–1983)
- Werner Lehwald (1983–1985)
- Helmut van Wesel (1985–1988)
- Klaus Nellissen (1988–1990)
- Werner Lehwald (1990–1994)
- Jörg Gonschior (1994–1997)
- Jan Szypanski (1997–2000)
- Jörg Gonschior (2000–2002)
- Werner Lehwald (2002–2008)
- Franz Raschid (2008–2010)
- Roger Rütter (2010–2015)
- Björn Assfelder (seit 2015)

### Ehemalige Spieler
- Linda Dallmann
- Pauline Dallmann
- Jule Dallmann
- Timm Golley
- Julie Terlinden
- Jesse Weißenfels

## Futsal
Die Futsalmannschaft des PSV Wesel-Lackhausen stieg im Jahre 2012 in die erstklassige WFLV-Futsal-Liga auf, musste aber schon nach einer sieglosen Spielzeit wieder absteigen. Zwar gelang im Jahre 2015 der erneute Aufstieg in die Erstklassigkeit, aber erneut mussten die Weserler als Tabellenletzter wieder absteigen. Laut ihrer Facebookseite ist der PSV Wesel-Lackhausen der älteste Futsalverein in Nordrhein-Westfalen.